# Романенко Олександр Трохимович (військовик)
Олекса́ндр Трохи́мович Рома́ненко (19 липня 1960, Стара Синява, Хмельницька область — 19 серпня 2014) — прапорщик 2-го батальйону спеціального призначення «Донбас» Національної гвардії України, учасник російсько-української війни.

## Життєпис
Народився 1960 року в смт Стара Синява (Хмельницька область). 1977 року закінчив Старосинявську середню школу № 1; навчався у одному із хмельницьких ПТУ — за спеціальністю електрик. У грудні 1978 року призваний на строкову військову службу до лав Збройних Сил СРСР.
Був добре підготовленим у військовій справі. 42 рази стрибав із парашутом, двічі брав участь у військовому конфлікті на території Демократичної Республіки Афганістан. Вперше, бувши водієм — строковиком, вдруге — командиром взводу у 459-й роті спецназу ГРУ. Нагороджений орденом Червоної Зірки та медаллю «За відвагу». Очолював району організацію Спілки ветеранів Афганістану.
1985-го з відзнакою закінчив Кам'янець-Подільський радгосп-технікум за фахом «електрифікація народного господарства». У 1985—1987 роках заочно навчався в київській Українській сільськогосподарській академії. Працював інженером-електриком, медичним техніком у Старосинявській районній лікарні. 1987 року за власним бажанням знов був призваний до лав ЗС СРСР, наступного року закінчив школу прапорщиків Прикарпатського військового округу, отримав військове звання прапорщик. У травні 1992 року звільнився в запас.
Протягом 1992—2005 років працював начальником охорони фірми «Інком» та ТОВ «Вега», згодом — директором будинку-інтернату для людей похилого віку З 2010 року Олександр Трохимович був головою Старосинявської селищної ради.
З весни 2014 року — доброволець. 23 травня 2014-го брав участь у бою з терористами за Карлівку Мар'їнського району.
Загинув у війні на сході України під час визволення Іловайська (Донецька область) 19 серпня 2014 року — зазнав кульового поранення в серце (снайпера) навиліт. Тоді ж поліг Шкарівський Сергій Олександрович.
Похований у смт Стара Синява.
Без Олександра лишились дружина, син та донька.

## Нагороди та вшанування
- Указом Президента України № 754/2014 від 6 жовтня 2014 р., «за особисту мужність і героїзм, виявлені у захисті державного суверенітету та територіальної цілісності України», нагороджений орденом «За мужність» III ступеня (посмертно)[2].
- У липні 2015 року міськрада Золотого ухвалила рішення перейменувати вулицю Леніна на вулицю Олександра Романенка.
- Поетеса Любов Сердунич присвятила своєму краянинові вірш «СКІФ».
- 1 липня 2015 р. на честь Олександра його позивним — «Скіф» — названо один із танків танкової роти 46-го окремого батальйону спеціального призначення ЗСУ «Донбас-Україна».
- Олександр Романенко є героєм шостої серії фільму «Живі мрії» телеканалу Еспресо TV — «Скіф»[3].
- Вшановується 19 серпня на щоденному ранковому церемоніалі вшанування українських захисників, які загинули цього дня в різні роки внаслідок російської збройної агресії[4]
- Його портрет розміщений на меморіалі «Стіна пам'яті полеглих за Україну» у Києві: секція 3, ряд 2, місце 8.
- Нагороджений медаллю УПЦ КП «За жертовність і любов до України» (посмертно)
- «Іловайський Хрест» (посмертно)